# Narodni muzej egipčanske civilizacije
Narodni muzej egipčanske civilizacije je velik muzej s površino 49 hektarjev v starodavnem Futsatu, zdaj v Kairu,  Egipt. Odprli so ga februarja 2017 in v njem razstavili zbirko 50.000 predmetov, ki predstavljajo egipčansko civilizacijo od prazgodovine do danes.

## Opis
Stalna zbirka je zazdeljena v dva sklopa: prvi je kronološki, drugi pa tematski. Kronološki sklop zajema arhaično, faraonsko, grško-rimsko, koptsko, srednjeveško, islamsko in moderno obdobje. Tematski sklop zajema začetek civilizacije, Nil, pisanje, državo in družbo, materialno kulturo, verovanja in mišljenja in galerijo kraljevih mumij. Tehnično pomoč pri postavitvi razstave je prispeval UNESCO.
Razstavne predmete so prispevali tudi drugi egipčanski muzeji, Koptski muzej, Muzej islamske umetnosti, dvorec Manial, Egipčanski muzej v Kairu in Muzej kraljevega nakita v Aleksandriji.
Muzej je uradno odprl predsednik Abdel Fattah El-Sisi 3. aprila 2021, tik preden so tja iz Egipčanskega muzeja preselili mumije 18 kraljev in 4 kraljic. Selitev so poimenovali Zlata parada faraonov.

## Pomembna donacija
Konec leta 2017 je Zahi Hawass poročal, da je Francis Ricciardone, predsednik Ameriške univerze v Kairu, muzeju doniral 5.000 predmetov v lasti Ameriške univerze.